# Linha do Douro
A Linha do Douro é uma linha de caminho-de-ferro em Portugal, de bitola ibérica, que liga Ermesinde ao Pocinho, numa extensão de cerca de 160 Km. A linha segue principalmente o vale do Rio Douro, de onde retira o nome, e na sua extensão máxima terminava na fronteira com Espanha junto a Barca d'Alva, totalizando cerca de 200 km. Começou a ser construída em 1875, chegou a Penafiel ainda nesse ano, e foi concluída em 9 de Dezembro de 1887, com a inauguração do troço até Barca d'Alva e La Fregeneda, já em Espanha. Em final de ano foi inaugurada a Linha internacional de Barca d'Alva-La Fregeneda a La Fuente de San Esteban desde esta estação até à rede que liga com Salamanca, em La Fuente de San Esteban. A ligação internacional foi encerrada em 1 de Janeiro de 1985, e o lanço entre Pocinho e Barca d'Alva fechou em 18 de Outubro de 1988. Na década de 1990, iniciou-se um programa de modernização de parte da Linha do Douro, que incluiu a duplicação da via férrea. A Linha do Douro foi o ponto de origem dos quatro caminhos de ferro de via métrica na região de Trás-os-Montes: a Linha do Tâmega, de Livração a Arco de Baúlhe, a Linha do Corgo, da Régua a Chaves, a Linha do Tua, de Foz Tua a Bragança, e a Linha do Sabor, do Pocinho a Miranda do Douro. A Linha do Douro é considerada a mais bela em Portugal, e por isso a que tem mais potencialidades turísticas, sendo por isso percorrida parcialmente por comboios históricos rebocados por locomotivas a vapor.

## História

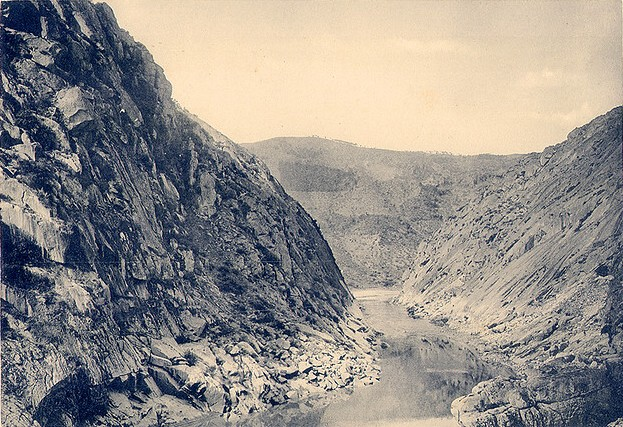
Cachão da Valeira, em 1903.

### Antecedentes
Ao longo da história, o Rio Douro foi a principal via de comunicação natural ao longo da região, existindo registos da sua utilização desde a ocupação romana. No entanto, apesar da sua importância, este curso de água sempre foi muito difícil de navegar, tendo um dos passos mais importantes para a circulação fluvial foi a demolição do Cachão da Valeira, entre 1780 e 1791, que permitiu a navegação do Douro até Barca d’Alva e a fronteira com Espanha.

### Planeamento
Em 1867, o Estado Português apresentou às Câmaras os projectos para várias linhas férreas em bitola ibérica, unindo o Porto ao Pinhão, a Braga, e à fronteira com Espanha no Minho. Apesar do empenho que as populações e o próprio governo tinham na construção destas linhas, devido à sua necessidade, só em 14 de Junho de 1872 foi decretado o início das obras na Linha do Minho e a realização de estudos para o traçado da Linha do Douro, que devia passar por Penafiel.
O principal propósito da Linha do Douro foi, além de providenciar transporte para as povoações ao longo da via, transportar adubos, sementes e outros produtos para o interior, e escoar a produção agrícola destas regiões; por outro lado, iria fornecer uma alternativa ao transporte fluvial, bastante limitado pela então reduzida capacidade de navegação no Rio Douro, e permitir um melhor acesso ao interior transmontano. Devido à sua importância, a construção da Linha do Douro adquiriu uma maior prioridade em relação a outros projectos ferroviários em Portugal, nomeadamente a continuação do Caminho de Ferro do Sul até ao Algarve.

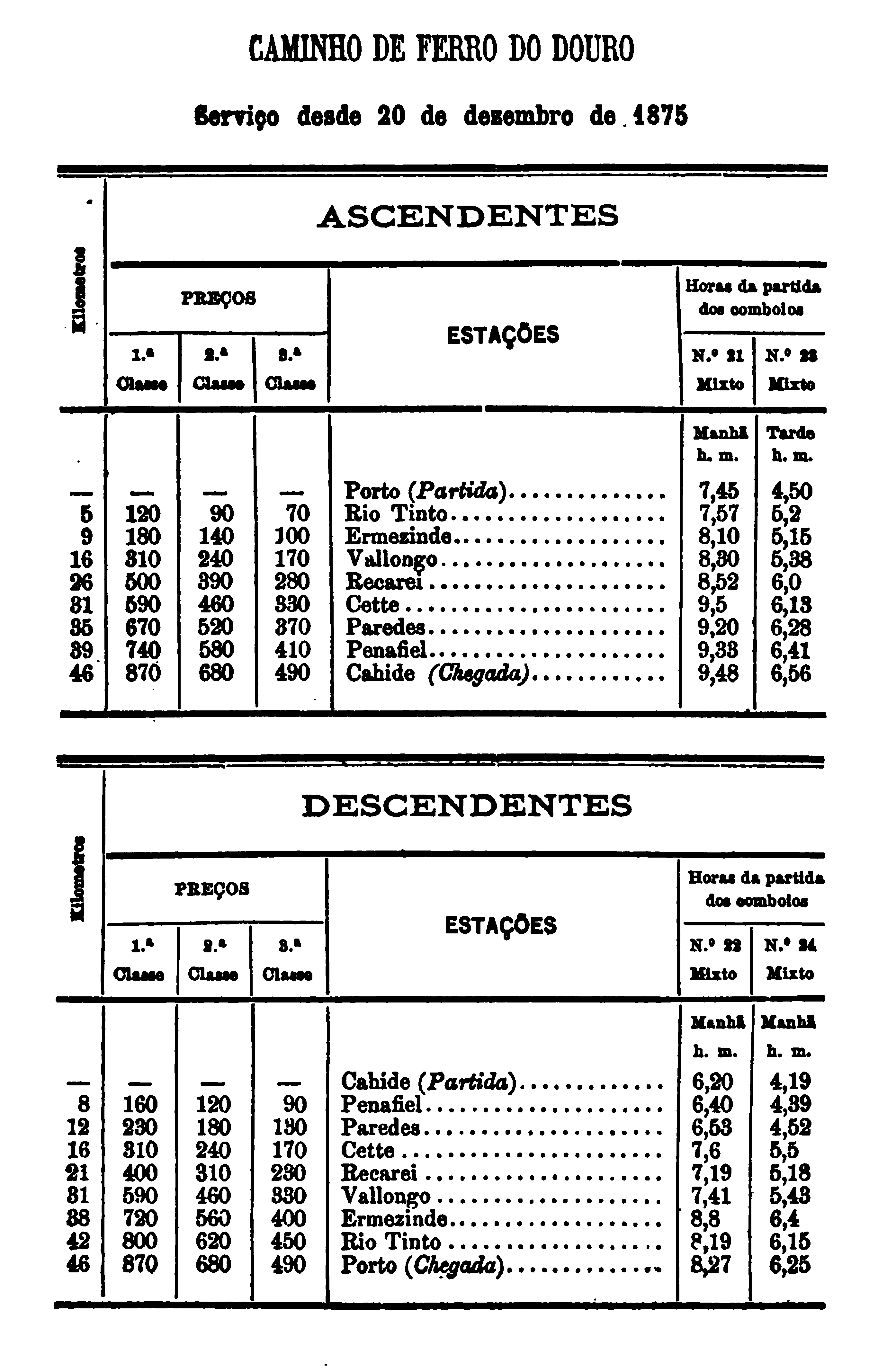
Horários dos comboios do Porto a Caíde em 1875.

### Troço entre Ermesinde e o Pinhão
Os trabalhos da Linha do Minho iniciaram-se no dia 8 de Julho de 1872, tendo o primeiro troço, até Braga, sido aberto à exploração em 20 de Maio de 1875. As obras na Linha do Douro principiaram em 8 de Julho de 1873, tendo o primeiro tramo, entre Ermesinde e Penafiel, entrado ao serviço no dia 29 de Julho de 1875 O troço seguinte, até Caíde, foi inaugurado em 20 de Dezembro do mesmo ano, e a linha chegou ao Juncal em 15 de Outubro de 1877.
A linha foi aberta à exploração até Régua em 15 de Julho de 1879, ao Ferrão em 4 de Abril de 1880, e ao Pinhão em 1 de Junho de 1880.

### Troço entre o Pinhão e Barca d'Alva e ligação internacional
Com a abertura do troço até ao Pinhão, concluiu-se a principal finalidade da linha, que era estabelecer uma ligação ferroviária ao longo da região do Douro. No entanto, já então se planeava a sua continuação até à fronteira em Barca d’Alva, pelo que, em 23 de Julho de 1883 foi decretada a construção deste troço. Assim, a linha foi inaugurada até Foz-Tua em 1 de Setembro de 1883, e até ao Pocinho no dia 10 de Janeiro de 1887. A via férrea chegou a Côa em 5 de Maio de 1887, e a Barca d'Alva em 9 de Dezembro de 1887, no mesmo dia que o troço internacional Barca d'Alva-La Fregeneda, que ligará depois à La Fuente de San Esteban, permitindo a conexão entre a Linha do Douro e a rede ferroviária espanhola, tendo-se desde logo iniciado o serviço directo entre o Porto e Salamanca. O troço Barca d'Alva-La Fregeneda foi financiado por um grupo de estabelecimentos bancários da Praça do Porto, denominado de Sindicato Portuense. Também em 1887, inagurou-se o primeiro lanço da Linha do Tua, de Foz Tua a Mirandela.
A conclusão da ligação internacional foi um dos motivos para o declínio do tráfego fluvial no Rio Douro. No século XIX, uma das mercadorias mais importantes a ser transportadas na Linha do Douro foram os produtos contra a filoxera, um insecto que assolou a região vinícola durante vários anos.

### Formação dos Caminhos de Ferro do Estado
Uma lei de 14 de Julho de 1899 criou os Caminhos de Ferro do Estado, uma organização governamental, mas com uma certa independência, que tinha como propósito gerir as linhas que eram propriedade do governo português. A Linha do Douro foi integrada na Divisão do Douro e Minho desta operadora.

### Fases da Construção

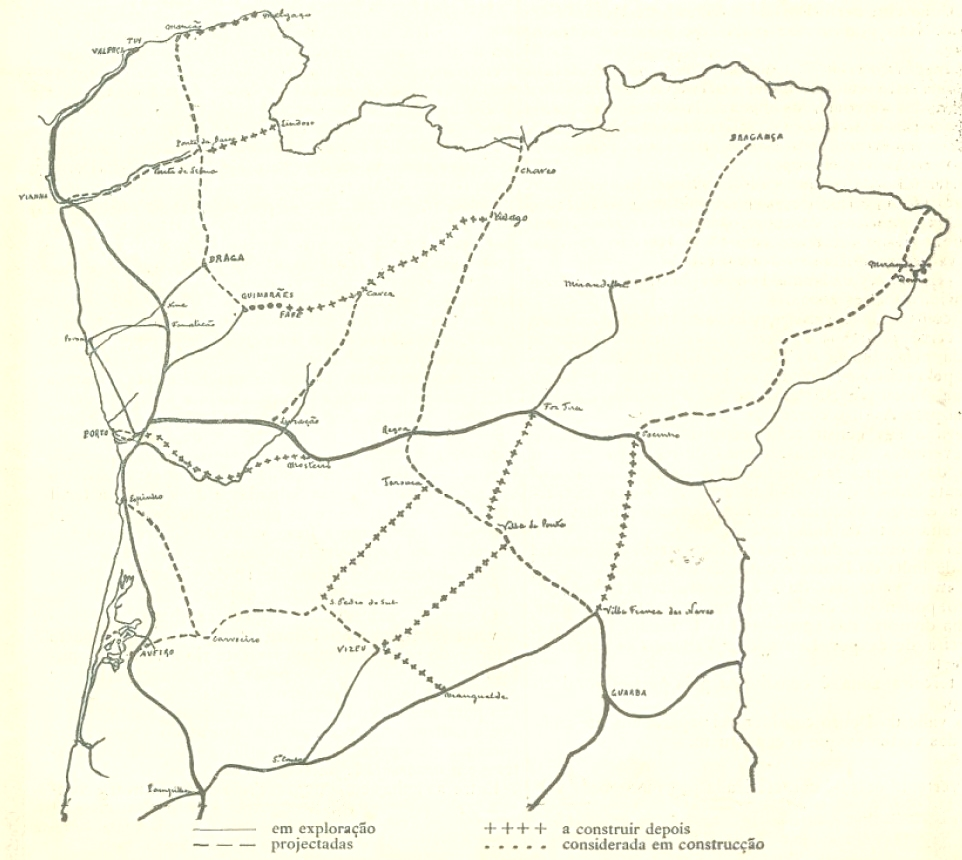
Rede Complementar ao Norte do Mondego, decretada em 1900, que inclua vários projectos com ligação à Linha do Douro, alguns dos quais foram construídos.

| Entre as Estações              | Extensão  | Inauguração            | Encerramento          |
| ------------------------------ | --------- | ---------------------- | --------------------- |
| Ermesinde – Penafiel           | 30,311 km | 29 de Julho de 1875    |                       |
| Penafiel – Caíde               | 07,328 km | 20 de Dezembro de 1875 |                       |
| Caíde – Juncal                 | 18,818 km | 15 de Setembro de 1878 |                       |
| Juncal – Régua                 | 38,371 km | 15 de Julho de 1879    |                       |
| Régua – Ferrão                 | 15,813 km | 4 de Abril de 1880     |                       |
| Ferrão – Pinhão                | 07,611 km | 1 de Junho de 1880     |                       |
| Pinhão – Tua                   | 12,993 km | 1 de Setembro de 1883  |                       |
| Tua – Pocinho                  | 31,678 km | 10 de Janeiro de 1887  |                       |
| Pocinho – Côa                  | 09,061 km | 5 de Maio de 1887      | 18 de Outubro de 1988 |
| Côa – Barca d'Alva - fronteira | 18,882 km | 9 de Dezembro de 1887  | 18 de Outubro de 1988 |

### Século XX

#### Década de 1900
Em 7 de Fevereiro de 1902, foram aprovados dois projectos para a construção de pontes sobre o Rio Douro, sendo uma rodoviária, para acesso à Estação do Pinhão, e outra, de tipologia rodo-ferroviária, junto à localidade do Pocinho, para transportar a Linha do Sabor e a Estrada Real 9. No início daquele ano, previu-se a introdução de carruagens de primeira classe nos serviços entre o Porto e Barca d'Alva.
Em 1909, entrou ao serviço o lanço entre Livração e Amarante da Linha do Tâmega.
O troço internacional entre Barca d'Alva e La Fregeneda revelou-se um fracasso financeiro, o que levou, nos inícios do século XX, à falência do Sindicato Portuense e à sua integração na Companhia das Docas do Porto e dos Caminhos de Ferro Peninsulares. A ligação internacional passou então a ser gerida pela Compañía del Ferrocarril de Salamanca a la Frontera Portuguesa, tendo sido utilizada pelo Sud Expresso por várias vezes ainda no século XIX, de forma a reduzir o tempo de percurso em cerca de cinco horas.

#### Décadas de 1920 a 1940
Em 1927, a Companhia dos Caminhos de Ferro Portugueses venceu o concurso de arrendamento das linhas dos Caminhos de Ferro do Estado, tendo começado a gerir as antigas ligações desta operadora, incluindo a Linha do Douro, em 11 de Maio desse ano.
Em 5 de Janeiro de 1940, ocorreu um descarrilamento ao quilómetro 115,47 da linha, entre Covelinhas e Gouvinhas, devido a um demoronamento. A locomotiva, com o número 248, caiu ao rio, levando à morte do maquinista e do fogueiro, embora o veículo tenha sido posteriormente recuperado e colocado num pedestal na estação de Contumil.

#### Décadas de 1960 e 1970
Nos finais de 1968, verificou-se uma grande falta de locomotivas na região Norte do país, devido ao atraso na entrega do segundo lote da Série 1400, pelo que a C. P. enviou várias das suas locomotivas do Sul e Sueste para o depósito de Contumil, incluindo a 501, que foi encarregada dos principais comboios na Linha do Douro, especialmente os semi-directos da Régua ao Porto. Nesse ano, algumas das estações da linha utilizavam um sistema de exploração no qual eram colocadas em eclipse nas alturas de menor movimento, deixando dessa forma de intervir na circulação dos comboios, como forma de reduzir os custos com o pessoal.

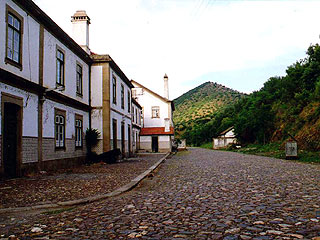
Estação de Barca d'Alva, em 1995.

#### Décadas de 1980 e 1990
Em 30 de Setembro de 1984, o Governo Espanhol aprovou o encerramento de várias linhas férreas, incluindo o troço entre La Fuente de San Esteban e La Fregeneda, que fazia parte da linha internacional até Barca d'Alva. Esta linha apresentava um tráfego muito reduzido, que era essencialmente composto, nos últimos anos, apenas por uma automotora que fazia os serviços locais entre La Fuente de San Esteban e Barca d'Alva. Como estava programado, este troço fechou a 1 de Janeiro do ano seguinte, junto com a linha até Barca d'Alva. No dia 18 de Outubro de 1988, foi encerrado o lanço entre as estações de Pocinho e Barca d'Alva. Este tramo foi quase totalmente abandonado, em contraste com a antiga linha em Espanha, que foi categorizada como monumento, e declarada como Bem de Interesse Cultural, sendo regularmente alvo de inspecções.
Em 1994, o lanço entre Porto e Régua fazia parte da rede dos serviços Auto Expresso da C. P., que permitia o transporte de automóveis nos comboios de passageiros.
Na década de 1990, a Linha do Douro foi alvo de profundas obras de remodelação no distrito do Porto que visaram a duplicação e electrificação da via, e que permitiram uma melhoria considerável do serviço prestado. As obras de electrificação e duplicação da via foram inauguradas primeiramente no troço entre Ermesinde e Valongo, em 15 de Setembro de 1995, seguindo-se o lanço até Cête em 26 de Setembro de 1999. As obras incluíram a construção de uma estação em Caíde.

### Século XXI

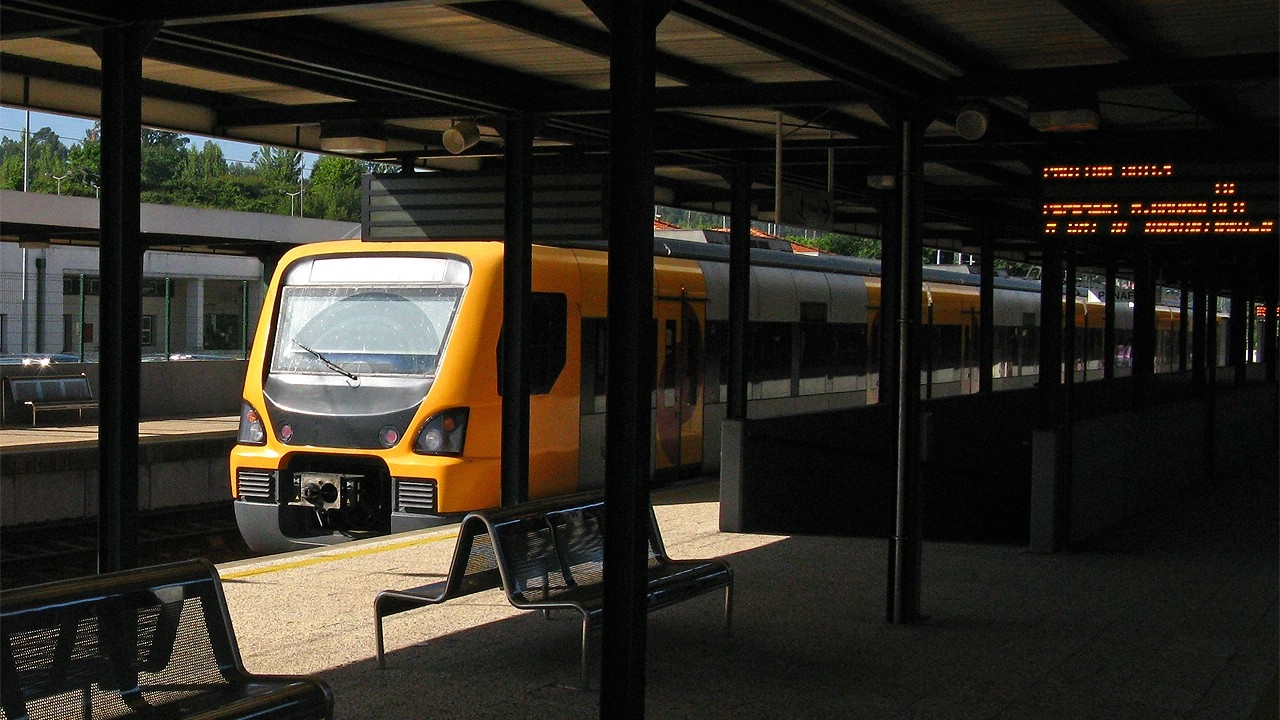
Comboio eléctrico urbano da CP Porto na nova estação de Penafiel.

#### Década de 2000
As obras de remodelação da parte suburbana da linha do Douro prosseguiram pelo Vale do Sousa, sendo concluídas entre Cête e Penafiel (com a inauguração de uma nova estação nesta cidade) em Setembro de 2002, e daí até Caíde, não tendo avançado, tal como previsto, até ao Marco de Canaveses, o que obrigava os passageiros com destino a esta estação a efectuar transbordo em Caíde para comboios a diesel, especificamente para o serviço Regional.
No final da década de 2000, a Linha do Douro perdeu os seus últimos tributários de via estreita que ainda resistiam. Em Agosto de 2008, foi encerrada a Linha do Tua entre o Tua e o Cachão, e em Março de 2009 foi a vez dos últimos troços das linhas do Corgo (Régua–Vila Real) e do Tâmega (Livração–Amarante). Se a Linha do Tua foi encerrada devido à construção da Barragem de Foz Tua (que submergiu os primeiros 16 quilómetros da linha), as Linhas do Corgo e do Tâmega foram oficialmente encerradas para se proceder a profundas obras de renovação; contudo, as obras nunca chegaram a avançar e as linhas foram definitivamente encerradas em 1 de Janeiro de 2012.
Em Agosto de 2009, a Secretária de Estado e dos Transportes, Ana Paulo Vitorino, anunciou a intenção de reabrir o tráfego internacional na Linha do Douro, estando naquela altura previsto para breve o início dos trabalhos para recuperação do troço entre o Pocinho e Barca d’Alva, com o objectivo de o reabrir ao tráfego. No entanto, as obras não chegaram a avançar. Em 1 de Setembro de 2009, uma colisão entre um comboio e um automóvel no concelho de Baião resultou em cinco mortos e um ferido. Em 11 de Setembro, a Linha do Douro esteve interrompida devido a um incêndio junto aos túneis da Campainha, em Fornos, no concelho de Marco de Canaveses. Em 16 de Novembro de 2009, a circulação foi interrompida entre a Régua e o Tua, devido ao clima, tendo a C. P. organizado um serviço rodoviário de substituição. Em 25 de Novembro, o lanço entre a Régua e a Tua foi novamente encerrado devido a várias derrocadas, também provocadas por condições atmosféricas diversas. Em 16 de Dezembro, uma mulher caiu à via férrea e foi atropelada por um comboio no Apeadeiro de Suzão, tendo ficado gravemente ferida. Na última semana desse mês, a circulação foi suspensa no lanço entre Foz Tua e o Pocinho devido a derrocadas, provocadas por chuvas intensas, tendo os comboios sido substituídos por carreiras de táxis e autocarros. Esta derrocada terá sido a maior de sempre até então em Portugal, tendo caído cerca de 1500 toneladas de pedras e terras, interditando aproximadamente 30 metros de via férrea.

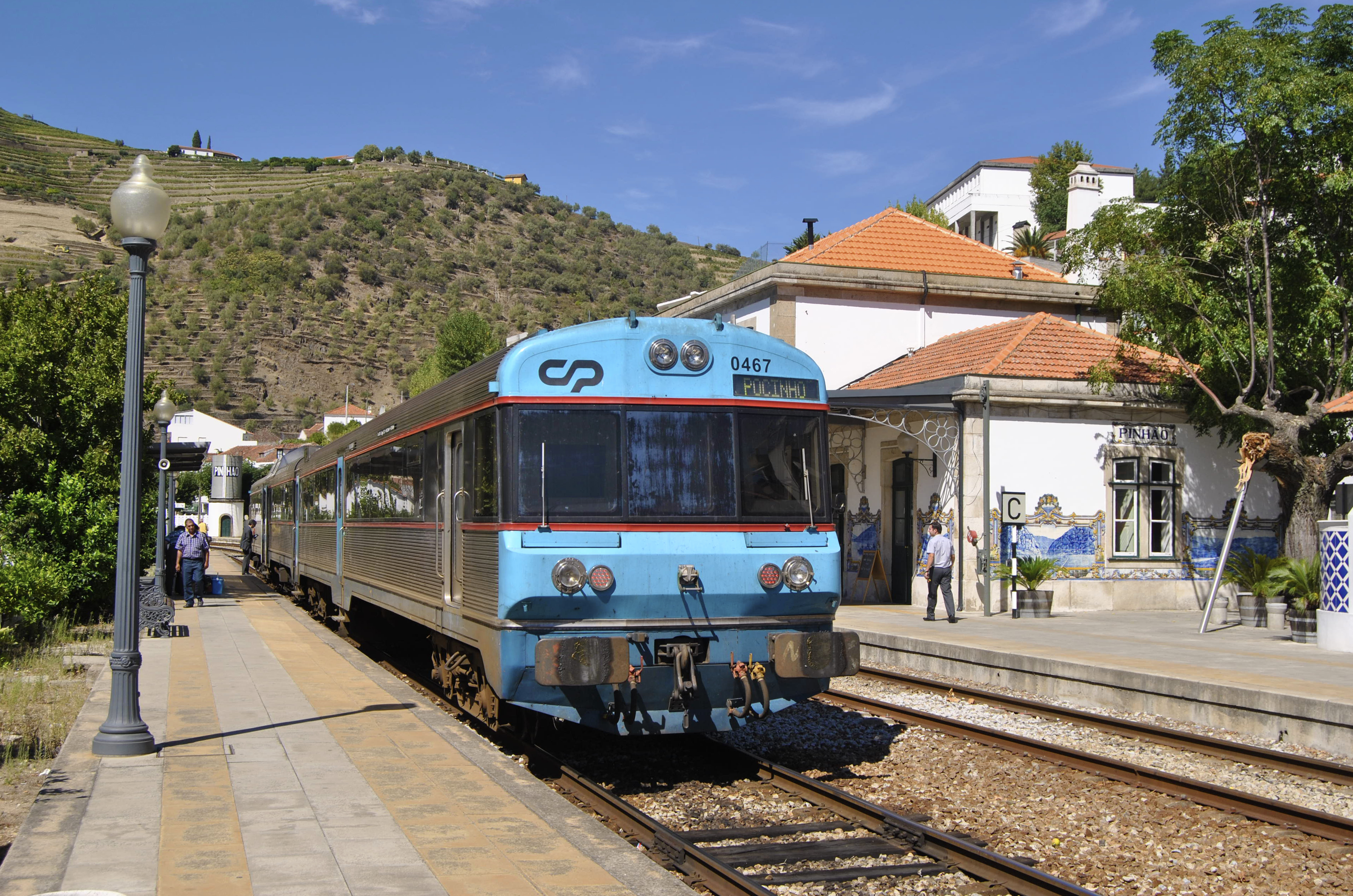
Comboio interregional no Pinhão, em 2012.

#### Década de 2010
Em 3 de Fevereiro de 2010, o Diário de Notícias relatou que o lanço entre Foz Tua e o Pocinho só deveria reabrir nos finais de Março, de acordo com um anunciado da empresa Rede Ferroviária Nacional, que informou que os trabalhos que estabilização do talude tinham começado no dia anterior, e que só dentro de dois meses seria terminada a primeira fase das obras, que permitiria a reabertura do lanço, embora com limitações na velocidade. A circulação só deveria ser totalmente normalizada com a conclusão das obras, em finais de Setembro. A empreitada foi entregue à empresa OFM, por cerca de 1,15 milhões de Euros.
Em Setembro de 2014, o Governo de Portugal adjudicou a electrificação entre Caíde e o Marco, a obra foi sucessivas vezes suspensa e atrasada em um ano. Em Setembro de 2017, foi lançado o concurso público para a elaboração do projecto de electrificação do troço Marco-Régua.
Com a conclusão das obras de eletrificação e certificação por parte do Instituto da Mobilidade e dos Transportes (IMT) do troço Caíde-Marco da Linha do Douro, no dia 14 de Julho de 2019 os Comboios Urbanos do Porto, especificamente a Linha do Marco de Canaveses, retomaram a circulação entre Caíde e Marco de Canaveses, sem a necessidade de transbordo. O serviço estava parcialmente suspenso, assegurado por serviço regional, desde finais do século XX quando a empreitada de eletrificação da Linha do Douro se ficou por Caíde.

### Década de 2020
Em Agosto de 2009, foi anunciado pela Secretária de Estado dos Transportes, Ana Paula Vitorino, a intenção de reabrir o tráfego internacional, esperando-se nessa altura que em breve arrancassem os trabalhos para a recuperação do troço entre o Pocinho e Barca d’Alva. A 10 de Setembro de 2009, na estação de Caminhos de Ferro do Pocinho, foi assinado, por responsáveis da Rede Ferroviária Nacional, Comboios de Portugal, Instituto Portuário e dos Transportes Marítimos, Comissão de Coordenação e Desenvolvimento Regional do Norte e Estrutura de Missão do Douro, um protocolo de intenções para Reabilitação do troço da Linha do Douro entre o Pocinho e Barca d’Alva e para Exploração Turística da Linha do Douro entre a Régua e Barca d'Alva, tendo sido homologado pela Secretária de Estado.
Em Julho de 2020, o vice-presidente da empresa Comboios de Portugal, Pedro Moreira participou numa conferência online, organizada pela Liga dos Amigos do Douro Património Mundial, onde defendeu a reabertura da Linha do Douro até à fronteira. Segundo o gestor, caso a linha reabrisse, a empresa estava pronta para assegurar os comboios até Barca de Alva. Esta medida também foi apoiada pelo engenheiro ferroviário Alberto Aroso, que considerou o comboio como parte da imagem da região, e calculou que a reabertura da via férrea seria fácil e pouco dispendiosa, uma vez que as obras de arte, como as pontes e túneis, já tinham sido construídas. Com efeito, um processo simples de reabilitação até Barca de Alva, para permitir a circulação de comboios a gasóleo, custaria apenas cerca de 25 milhões de Euros, enquanto que uma reabertura total, com ligação a Espanha teria um custo aproximado de 200 a 260 milhões de Euros. Também nesse mês, a empresa britânica Aethel Partners, proprietária das Minas de Ferro de Torre de Moncorvo, anunciou que iria em breve iniciar o transporte de minério por caminho de ferro entre o Pocinho e o Porto de Leixões, sendo utilizado o transporte rodoviário desde o couto mineiro até ao Pocinho. Esta iniciativa iria permitir a dinamização não só do Porto de Leixões mas também da Linha do Douro, cujo transporte de mercadorias era muito reduzido, e voltou a chamar as atenções para as suas potencialidades como ligação internacional, em conjunto com a linha encerrada até La Fuente de San Esteban. Igualmente em Julho, a Deputação de Salamanca iniciou um processo para a exploração em conjunto do percurso turístico do caminho de ferro de La Fregeneda e do Porto Fluvial de Vega Terrón, na margem espanhola do Rio Águeda, e que serve como local de embarcação dos cruzeiros do Douro, nas visitas à cidade de Salamanca. O programa Camino de Hierro era considerada pela deputação provincial como a sua maior intervenção turística, embora tenha sido criticado pelo deputado Manuel Ambrosio Sánchez, do Partido Socialista Operário Espanhol, que classificou a sua exploração como «calamitosa y desastrosa».
Em Março de 2021, a Assembleia da República portuguesa aprovou por unanimidade cinco moções para reabrir o lanço desativado em 1988 de Pocinho até a fronteira espanhola em Barca d'Alva. A decisão não é vinculante, mas empraza o Governo português a empreendê-la, mesmo que Espanha não reabre a Linha internacional de Barca d'Alva-La Fregeneda a La Fuente de San Esteban, argumentando a decisão em que serviria de apoio ao minério do concelho de Torre de Moncorvo e incentivaria a coesão territorial e o turismo na zona, classificada Património da Humanidade pela Unesco.
Em abril de 2022, foi anunciado que os estudos de viabilidade técnica e ambiental da reabertura do troço Pocinho – Barca d’Alva, na Linha do Douro, estão concluídos e serão entregues brevemente ao grupo de trabalho sobre o tema.
A 21 de Novembro de 2022, um comboio InterRegional da Linha do Douro descarrilou às 07:05 ao embater em pedras caídas na via devido ao mau tempo. O alerta foi dado às 07:35 e o tráfego no troço entre Rede e Ermida foi suspenso.
Em 2023, foi lançado o concurso para a eletrificação da Linha do Douro entre Marco de Canaveses e Peso da Régua, numa extensão de 47 quilómetros, cerca de 21 dos quais no concelho de Baião. O preço base da empreitada é de 118 milhões de euros.

## Caracterização

### Traçado
A linha, em grande parte do seu percurso, acompanha as margens do rio Douro, contendo a maior extensão de via férrea ladeada de água de Portugal, superando mesmo o grande troço ribeirinho da Linha da Beira Baixa, ao longo do Rio Tejo.

### Obras de Arte

#### Túneis

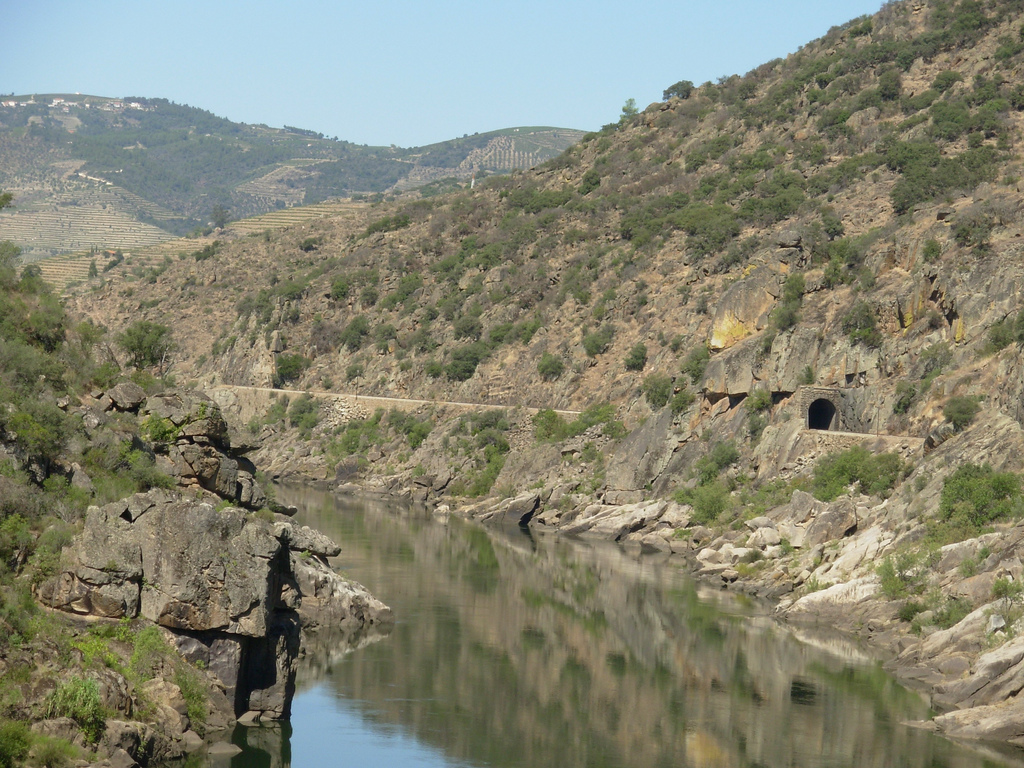
Túnel na Linha do Douro.

No seu percurso a linha tem 23 túneis:
| - Caíde - Gaviarra - Campaínha - Juncal - Riboura - Loureiro - Má Passada - Santinho | - Peso da Régua - Bagaúste ou Três Curvas - Pedra Caldeira - Rapa - Valeira - Vargelas - Arnozelo I - Arnozelo II | - Arnozelo III - Fontainhas - Meão - Saião - Veiga - Castelo Melhor - Almendra |

#### Pontes

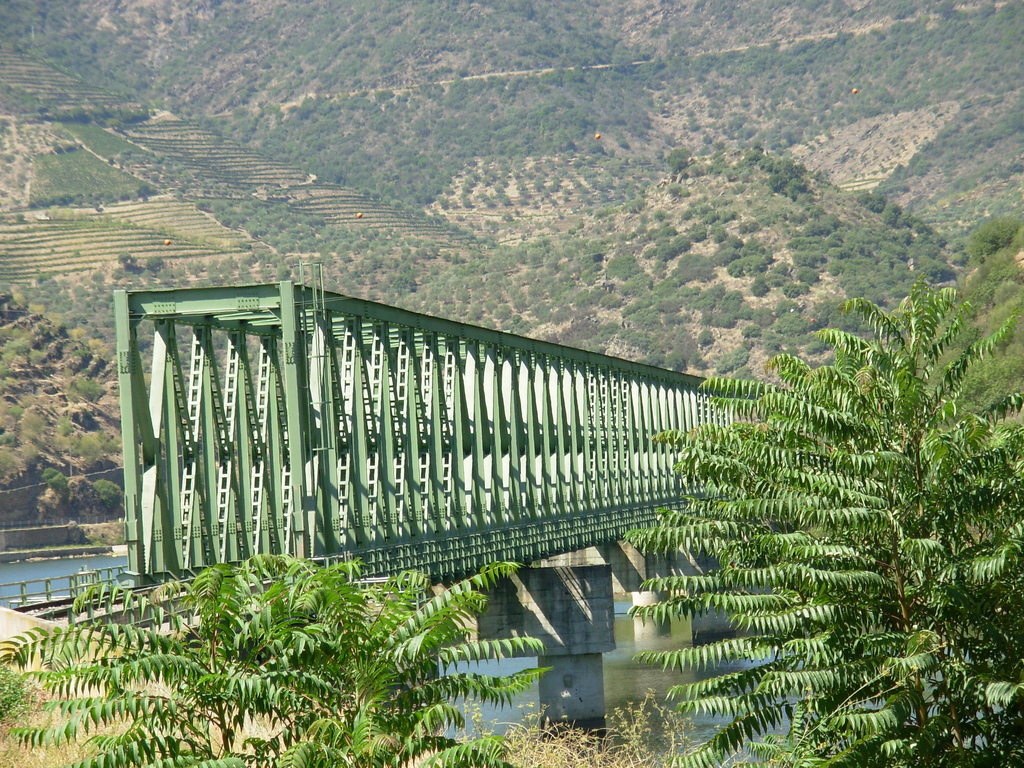
Ponte de Ferradosa, sobre o Rio Douro.

Ao longo da linha existem 35 pontes:
| - Sete Arcos (Alfena) - Ferreira (Valongo) - Fervença - Sousa - Vila Meã (Amarante) - Póvoa - Tâmega - Juncal - Cocheca - Quebradas - Pala (viaduto) - Ovil (viaduto) | - Portuzuelo - Laranjal - Zêzere - Teixeira - Sermanha - Corgo - Pinhão (Alijó) - Roncão - Loureiro - Tua - Riba Longa - Ferradosa | - Vargelas - Arnozelo - Teja (viaduto) - Murça - Gonçalo Joanes - Vale do Nedo - Pocinho - Canivais - Côa - Aguiar - Gricha |

### Exploração comercial
Hoje em dia apenas está ativo ao tráfego ferroviário (mercadorias e passageiros) no troço Ermesinde-Pocinho da linha.
Os troços entre Porto e Ermesinde, na Linha do Minho, e entre Ermesinde e Marco de Canaveses, na Linha do Douro, foram totalmente renovados, tendo sido eletrificados.

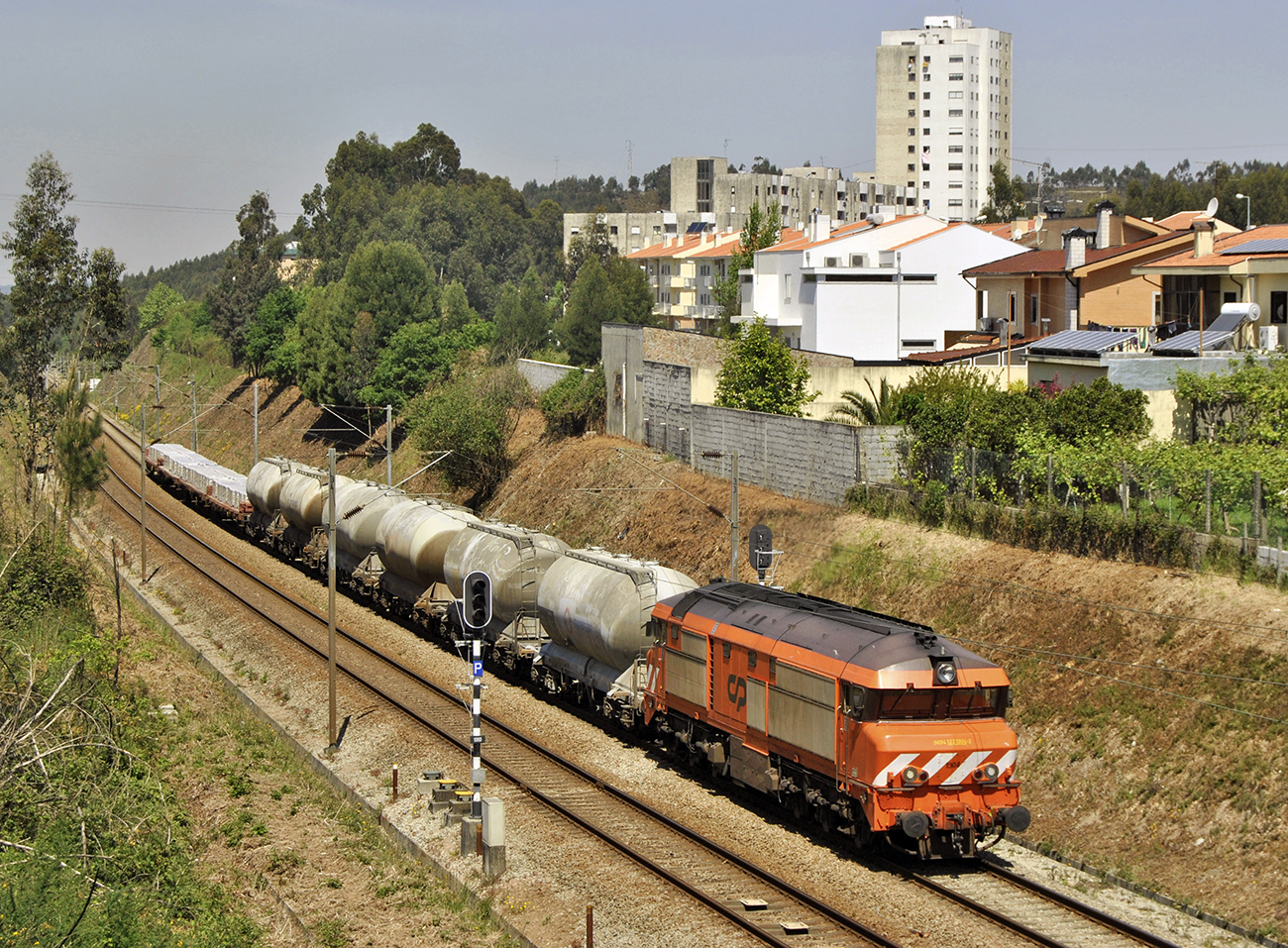
Comboio de mercadorias junto a Valongo, em 2013.

#### Serviços de mercadorias
A linha é explorada, no troço em funcionamento, por várias empresas de mercadorias.

#### Serviços de passageiros

##### CP Porto
A CP Porto, especificamente a Linha do Marco de Canaveses, explora, com recurso a comboios da Série 3400, o serviço entre Porto - S. Bento e Marco de Canaveses. Estes efectuam esta ligação em aproximadamente 60 minutos.

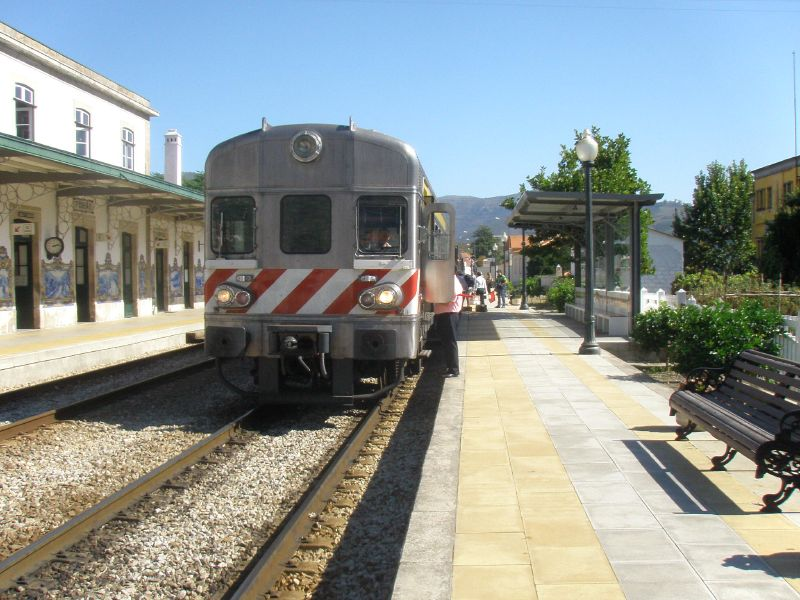
Automotora 0600 no Pinhão, em 2007.

##### CP Regional
Existem ainda ligações frequentes entre Porto - S. Bento ou Porto (Porto-Campanhã) - Régua (InterRegional), com recurso a automotoras da Série 592 a gasóleo, percurso que se faz em aproximadamente 1 hora e 45 minutos. Ou ligações Marco de Canaveses (onde faz ligação com os CP Porto) - Régua (Regionais), com recurso igualmente a automotoras da Série 592, com duração total (Porto-Régua) de aproximadamente 2 horas e 25 minutos.
Relativamente à exploração (Porto - S. Bento - Pocinho), o percurso é assegurado diariamente por 5 automotoras, igualmente da Série 592, em aproximadamente 3h15.
De referir, que esporadicamente a CP, efectua o serviço (Porto - S. Bento - Pocinho), recorrendo a comboios clássicos, constituídos por carruagens Sorefame (2ª série), Corail ou Schindler, puxados por uma locomotiva, geralmente da Série 1400.
Também assegurado por automotoras a gasóleo, Série 592, existe o serviço de comboios regionais entre a Régua e o Pocinho.
Em 2005, o número de passageiros que viajavam no percurso entre Pinhão e Pocinho era muito inferior ao verificado no resto da Linha do Douro, totalizando cerca de 35 mil passageiros por ano; esta situação devia-se principalmente à falta de atracções turísticas, e de capacidade hoteleira, que se faziam sentir após aquele ponto.

##### Outros serviços
Em 1983, realizavam-se comboios semidiretos ao longo da linha, sendo um dos destinos a Estação de Barca d’Alva. Também foi utilizada por comboios internacionais entre o Porto e Salamanca.

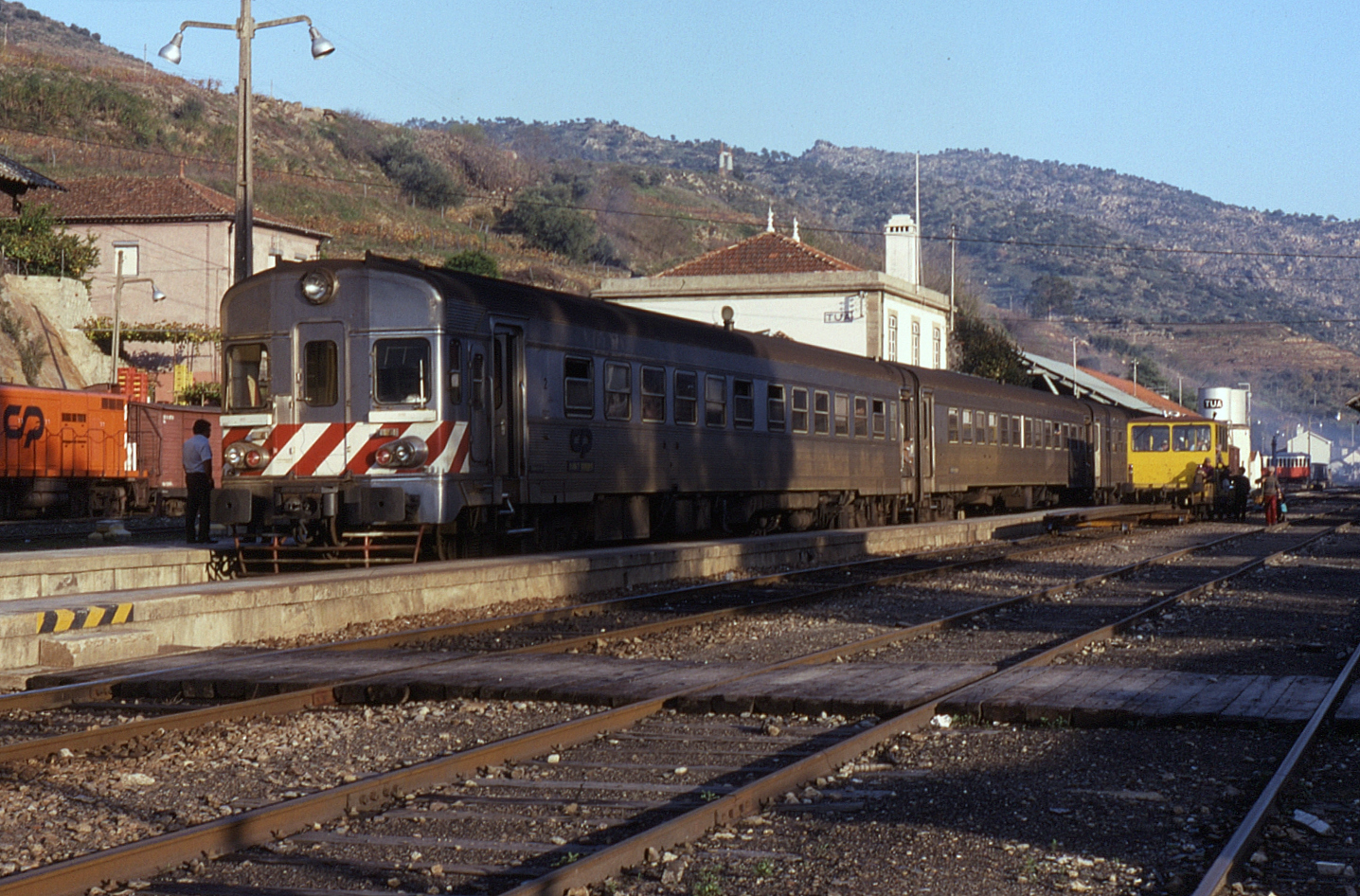
Automotora da Série 0600 na estação de Foz Tua, em 1993.

#### Material circulante
Uma série de material circulante que foi utilizada na Linha do Douro foi a 0600, correspondente a uma família de automotoras a gasóleo, que permitiram uma maior velocidade nos serviços da linha.
Entre as locomotivas a vapor utilizadas na Linha do Douro, estiveram as da 260 e 500
Na Linha do Douro também foram utilizadas carruagens de dois pisos nos comboios até Penafiel, porque eram demasiado altas para atravessar o Túnel de Caíde.

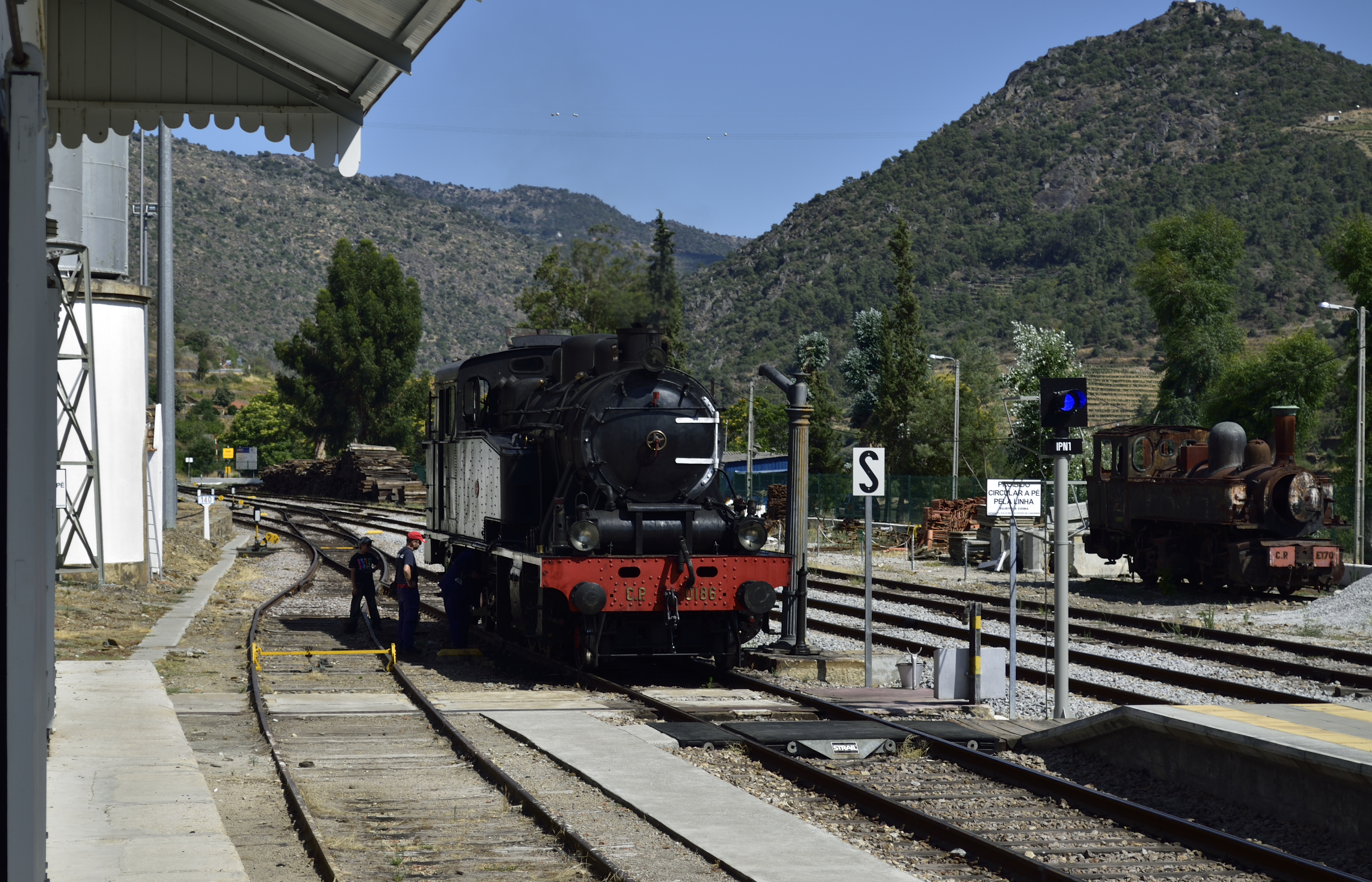
Locomotiva do comboio histórico na estação de Tua, em 2012.

#### Cruzeiros e comboios turísticos
Em 2005, realizavam-se vários cruzeiros fluviais entre a cidade do Porto e a Estação de Régua, uma vez que existiam boas condições para o transbordo entre o Cais da Régua e esta interface. Embora os cruzeiros fossem organizados até Barca d'Alva, a inexistência da ligação ferroviária naquela localidade forçava os barcos a regressar ao Pocinho, onde tomavam o comboio de regresso ao Porto; naquela altura, previa-se que a reabertura da ligação até Barca d'Alva  seria utilizada por mais de 20 mil passageiros por ano, em combinação com os serviços de cruzeiros.
A Linha do Douro é percorrida por um comboio histórico de cariz turístico, rebocado pela locomotiva a vapor 186, que circula entre Régua e Foz Tua durante vários meses do ano.

## Leitura recomendada
- Vias de Ferro - A Gestão da Infra-estrutura Ferroviária em Portugal. Lisboa: Rede Ferroviária Nacional E. P. 2006
- ANTUNES, J. A. Aranha;  et al. (2010). 1910-2010: o caminho de ferro em Portugal. Lisboa: CP-Comboios de Portugal e REFER - Rede Ferroviária Nacional. 233 páginas. ISBN 978-989-97035-0-6
- BENTO, Ricardo;  et al. (2015). Plano de ação para definição e estruturação do sistema transportes intermunicipais. Penafiel: Comunidade Intermunicipal do Tâmega e Sousa. 160 páginas
- CARDOSO, Rui (2008). Pelas Linhas da Nostalgia - Passeios a Pé nas Vias Férreas Abandonadas. Porto: Edições Afrontamento. 236 páginas. ISBN 9723609711
- CERVEIRA, Augusto; CASTRO, Francisco Almeida e (2006). Material e tracção: os caminhos de ferro portugueses nos anos 1940-70. Col: Para a História do Caminho de Ferro em Portugal. 5. Lisboa: CP-Comboios de Portugal. 270 páginas. ISBN 989-95182-0-4
- DAHLSTRÖM, Marc (1989). Vapeur Au Portugal (em francês). [S.l.]: Edição do autor. 176 páginas. ISBN 2950249930
- ESPREGUEIRA, Manuel Afonso de (1889). A Questão Leixões-Salamanca (discurso na Câmara dos Deputados, em 18 de Julho de 1889). [S.l.: s.n.]
- FERREIRA, Tiago A. M. (1999). O Caminho de Ferro na Região do Douro e o Turismo. Lisboa: Caminhos de Ferro Portugueses
- GRAY, Michael (2013). Caminhos do ferro e da prata: linhas do Douro e do Minho: fototipias de Emílio Biel 1887. Lamego: Museu de Lamego. 95 páginas. ISBN 978-989-98657-0-9
- SOUSA, José Fernando de (1927). As nossas ligações ferroviárias e as linhas de Salamanca à fronteira portuguesa. [S.l.: s.n.]
- VILLAS-BOAS, Alfredo Vieira Peixoto de (2010) [1905]. Caminhos de Ferro Portuguezes. Lisboa e Valladollid: Livraria Clássica Editora e Editorial Maxtor. 583 páginas. ISBN 8497618556
- WALKER, John R. (2005). Broad Gauge Steam Locomotives of Portugal (em inglês). [S.l.]: Hartshead Publishing. 103 páginas. ISBN 0955174805